# Fourmi de Côte d'Ivoire

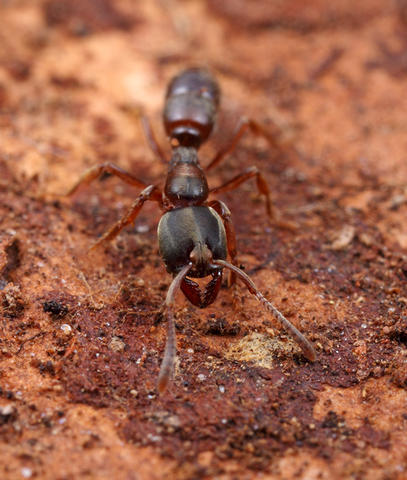
Fourmis vagabondes.

Les fourmis sont très diversifiées en Côte d'Ivoire comme dans de nombreux écosystèmes tropicaux. Cependant les recherches consacrées sont peu nombreuses. Depuis les travaux de Lévieux, et de Diomandé, c'est seulement à partir de 2002 qu'a commencé véritablement l'étude sur les fourmis.